# Pededze
Pededze (est. Pedetsi jõgi, pol. Pedeść) – rzeka na Łotwie i w Estonii, prawy dopływ Ewikszty. 
Zlewnia jej ma powierzchnię 2712 km². Rzeka ta ma długość 153 km, w tym na terenie Estonii jej odcinek o długości 12,2 km ma nazwę Pedetsi. Pededze na początku biegu płynie na wysokości 184 m n.p.m., a przy ujściu do Ewikszty wysokość ta wynosi 88,7 m. Przeciętny przepływ wody przy ujściu wynosi od 12,2 m³/s do 131 m³/s.
Rzeka Pededze wraz z przyjmującą jej wody Ewiksztą tworzy granicę między dwiema krainami historycznymi Łotwy – Liwonią i Łatgalią (dawne Inflanty polskie).

## Dopływy prawobrzeżne
- Laikupe (dopływ wpada do Pededze na trójstyku granic Łotwy, Estonii i Rosji. Miejsce to wyniesione jest 153,7 m n.p.m., a długość Pededze od tego punktu do ujścia wynosi 140,8 km.)
- Akaviņa
- Alūksne (odprowadza wody z jeziora Alūksnes, nad którym leży Alūksne)
- Levedne
- Mugurupe, wcześniej Mellupe, z dopływem Pogupe odprowadzającym wody z jezior w Stāmeriena
- Krustalice (przepływająca przez Gulbene).
- Audīle

## Dopływy lewobrzeżne
- Virgulica
- Jurenska
- Sita
- Bebrupe
- Dzelzupe
- Bolupe (przepływająca przez Balvi)